# آدریان باستیا
آدریان باستیا (انگلیسی: Adrián Bastía؛ زادهٔ ۲۰ دسامبر ۱۹۷۸) بازیکن فوتبال اهل آرژانتین است.
از باشگاه‌هایی که در آن بازی کرده‌است می‌توان به باشگاه فوتبال اسپانیول، باشگاه فوتبال استودیانتس، باشگاه فوتبال راسینگ کلوب آویاندا، باشگاه فوتبال آستراس تریپولی، و باشگاه فوتبال ساترن رامنسکویه اشاره کرد.